# São Gonçalo dos Campos (ort)
São Gonçalo dos Campos är en ort i Brasilien.   Den ligger i kommunen São Gonçalo dos Campos och delstaten Bahia, i den östra delen av landet, 1 000 km öster om huvudstaden Brasília. São Gonçalo dos Campos ligger 228 meter över havet och antalet invånare är 14 822.
Terrängen runt São Gonçalo dos Campos är platt. Runt São Gonçalo dos Campos är det ganska tätbefolkat, med 100 invånare per kvadratkilometer.. Närmaste större samhälle är Feira de Santana, 18,5 km norr om São Gonçalo dos Campos.
Omgivningarna runt São Gonçalo dos Campos är huvudsakligen savann.